# Top-bottomcriterium
Een top-bottomcriterium is een structuur in een sedimentair of vulkanisch gesteente, waaruit kan worden bepaald welke kant van het gesteente oorspronkelijk boven lag.

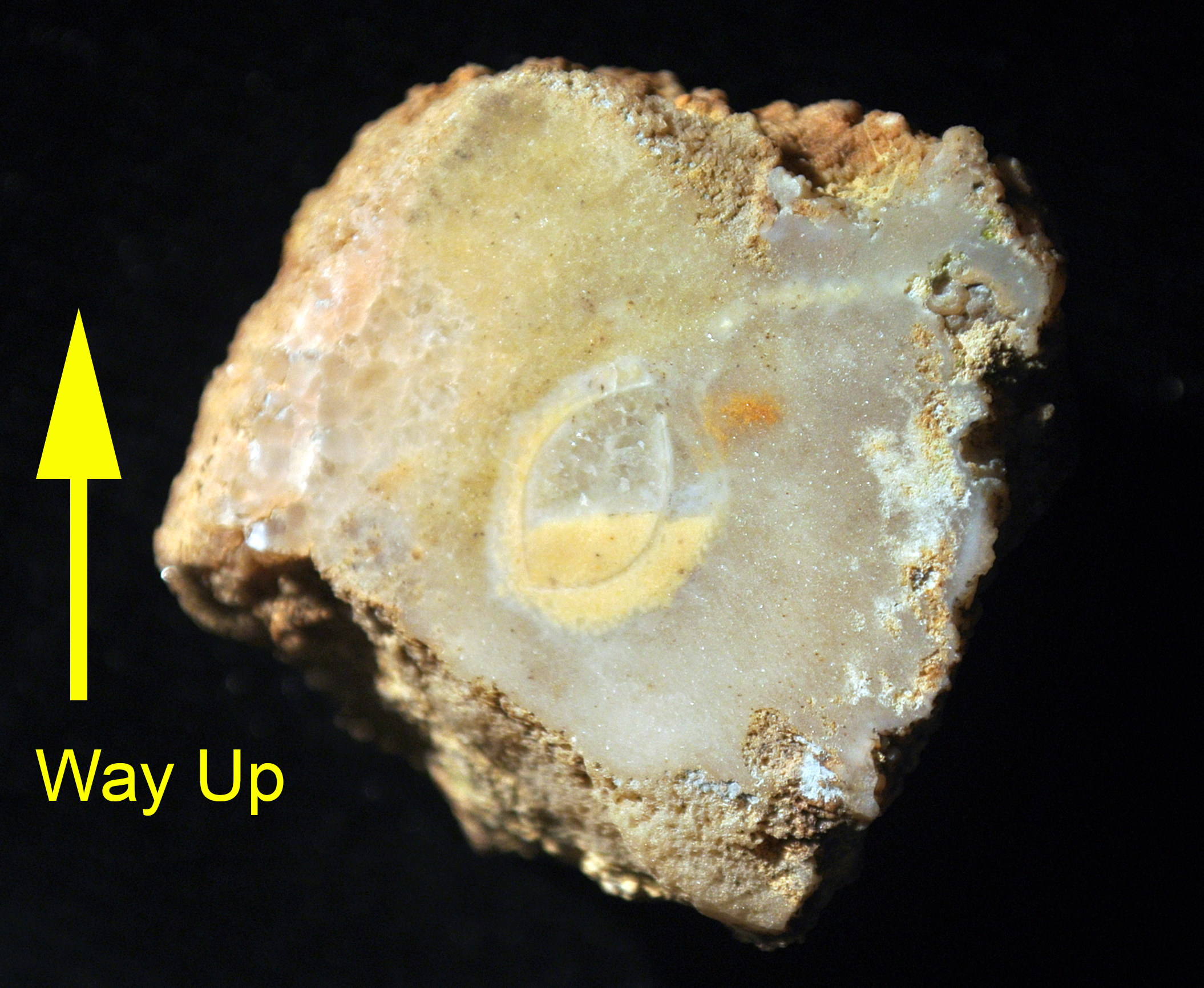

Normaal gesproken zullen sedimenten horizontaal afgezet worden, volgens Steno's principe van oorspronkelijke horizontaliteit. Uitzonderingen zijn de foresets in sedimentaire ribbels of grofkorrelige sedimenten in puinwaaiers, die met een (meestal kleine) helling worden afgezet. Door tektonische beweging van de aardkorst kunnen oorspronkelijk horizontale sedimentaire lagen echter geroteerd of geplooid worden, waardoor ze niet meer horizontaal liggen. In de meest extreme gevallen kan een laag op zijn kop komen te liggen (overkiept). Om te bepalen welke zijde van de laag boven is en welke onder, kunnen top-bottomcriteria gebruikt worden.
Voorbeelden van top-bottomcriteria zijn:
- Cross-bedding, waarbij ribbels aan de bovenkant geërodeerd zijn, en worden afgesneden door een jongere laag. Het erosievlak is de bovenzijde.
- Load casts, structuren waarbij een bovengelegen, dichtere laag in een ondergelegen, lichtere laag zakt. De bollingen die in het grensvlak tussen de twee lagen ontstaan vormen naar onderen.
- Geopetals, opgevulde ruimtes in het gesteente, bijvoorbeeld binnenin fossiele schelpen. Deze ruimtes worden tijdens de lithificatie van het gesteente opgevuld met cement, dat te onderscheiden is van de matrix. Het grensvlak tussen cement en matrix lag ten tijde van de opvulling horizontaal.